# Иванов, Василий Васильевич (архитектор)
Васи́лий Васи́льевич Ивано́в (29 ноября 1926, Харьков — 29 апреля 2012, Харьков) — советский и украинский архитектор. Заслуженный архитектор УССР, кандидат архитектуры, профессор, главный архитектор Государственного института по проектированию предприятий коксохимической промышленности «Гипрококс», лауреат премии ВДНХ за изобретения в области промышленной архитектуры. Доцент кафедры Архитектурного проектирования ХИСИ, заведующий кафедрой Интерьера и оборудования ХГАДИ, член Национального Союза архитекторов Украины.

## Биография
Родился 29 ноября 1926 года в Харькове в семье профессора Василия Михайловича Иванова (1880—1962), военного врача, офицера Русской императорской армии. Мать была потомственной немкой. Отец, Василий Михайлович, служил военврачом во время Первой мировой войны, после чего работал в Харьковском государственном медицинском институте. Отец был контужен на войне, из-за чего мог передвигаться только на костылях.
Василий в юности увлекался спортом, занимался легкой атлетикой и боксом. Были успехи в спортивной стрельбе, на соревнованиях выступал за школьную сборную района.
Вторая мировая война началась, когда Василий был школьником. В 1943 году, в 17 лет, после прохождения сокращенного курса подготовки был зачислен в ряды десантных войск и отправлен на фронт. Участвовал в высадке десанта на Малую землю под Новороссийском. Впоследствии после ранения был отправлен в госпиталь, а затем в тыл.
Окончил архитектурный факультет Харьковского инженерно-строительного института в 1949 году. Член национального союза архитекторов Украины c 1957 года. Защитил кандидатскую диссертацию по проектированию промышленных зданий и сооружений в 1965 году. Более 40 лет работал в институте «Гипрококс» (Харьков), пройдя путь от молодого специалиста до главного архитектора института. Среди работ — проекты архитектурной части объектов и комплексов металлургических и коксохимических предприятий в СССР, Югославии, Болгарии, Польше, Венгрии, Чехословакии, Алжире, Нигерии, Индии, Китае.
Параллельно с работой по реальному проектированию, преподавал на кафедре Архитектурного проектирования ХИСИ вплоть до 1977 года. В 1991 году перешёл на преподавательскую работу в ХГАДИ, с 2011 — заведующий кафедрой Интерьера и оборудования. Заслуженный архитектор УССР (1990), профессор (2000). Автор около 40 публикаций по проблемам архитектуры и проектного дела. Отмечен многими наградами .
Студенты, которым он преподавал, очень тепло о нём отзываются. Таковым является и Максим Розенфельд, художник и дизайнер, известный проведением в Харькове авторских исторических экскурсий.

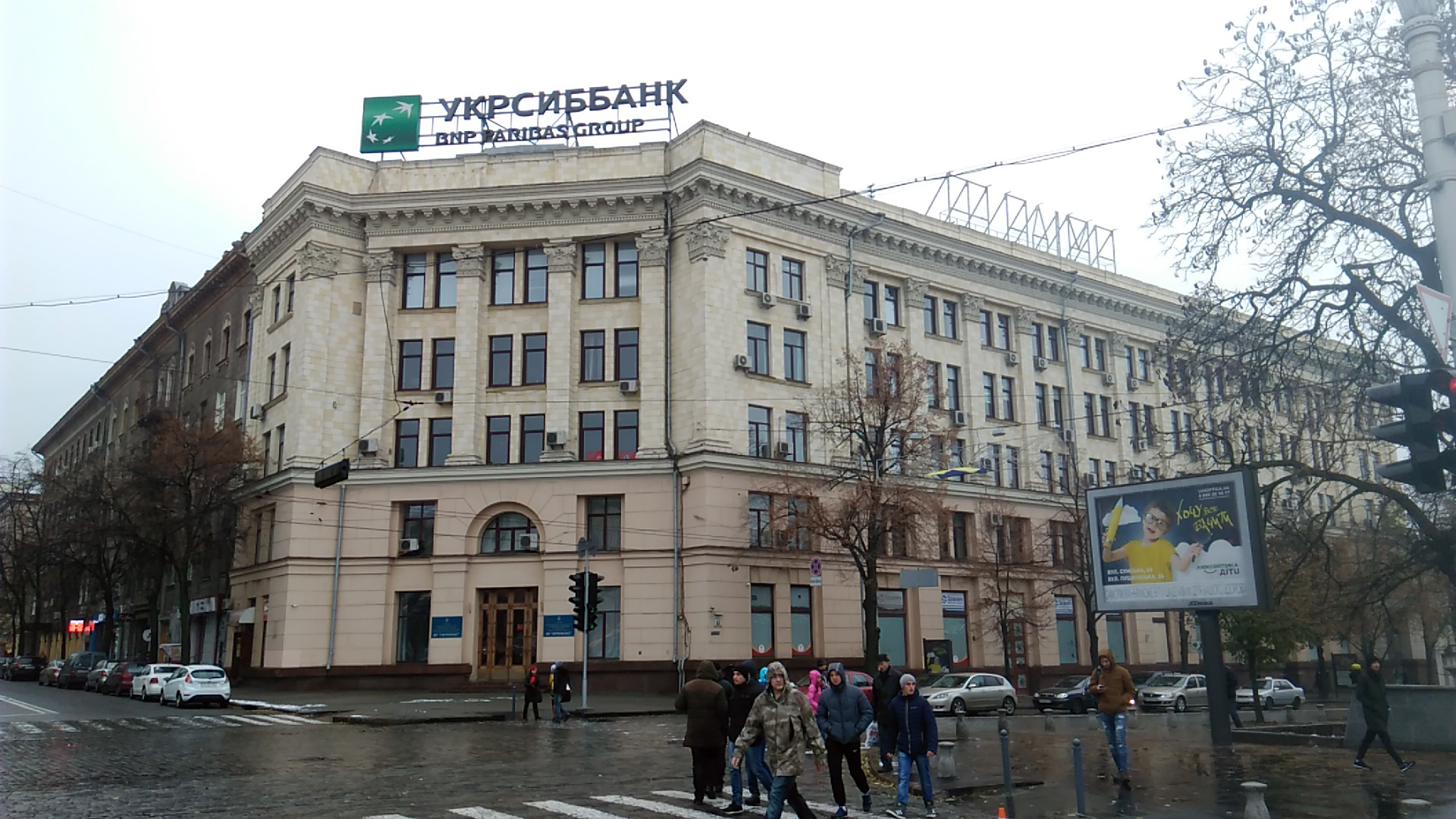
Гипрококс, Харьков

## Сочинения
- Помещения бытового назначения на промышленных предприятиях (опыт проектирования и эксплуатации) [Текст] / В. Г. Десятов, В. В. Иванов, И. К. Терзян. — М. : СТРОЙИЗДАТ, 1970. — 192 с. : ил. — Библиогр.: с. 190—191
- Иванов В. Архитектура коксохимических предприятий [Текст] / В. Иванов // Архитектура СССР : ежемесяч. теорет., науч.-практ. журн. — 1962. — № 12. — С. 19-22 : ил.
- Иванов В. В. Проектирование зданий централизованного санитарно-бытового обслуживания трудящихся в коксохимической промышленности [Текст] / Под общ. ред. И. К. Терзяна // Материалы координационного совещания по вопросу усовершенствования административно-бытовых комбинатов угольных шахт: Сб. 1. — М.: Углетехиздат, 1959. — С. 73[4]